# Kamen Rider ZO
Kamen Rider ZO (仮面ライダーZO Kamen Raidā Zetto Ō?) es una película que se incluye dentro de la franquicia de Kamen Rider, producida en 1993.

## Historia
Masaru Asou era el ayudante de laboratorio de genética del Doctor Mochizuki, y fue utilizado como uno de sus experimentos, permitiéndote transformar en un ser saltamontes llamado Kamen Rider ZO. Él huyó a los bosques y entró en coma antes que el Dr. Mochizuki le envió una llamada telepática para su ayuda; él había creado el Neo Organismo, demasiado poderoso para que él lo controle. Masaru debe proteger al hijo de Mochizuki, Hiroshi, contra las criaturas hechas por el Neo Organismo.

## Rider
- Masaru Asō: Kamen Rider ZO

## Actores
- Kou Domon: Masaru Asou/Kamen Rider ZO
- Shohei Shibata: Hiroshi Mochizuki, Neo Organismo (Voz)
- Isao Sasaki: Doctor Mochizuki
- Hiroshi Inuzuka: Seikichi Mochizuki
- Shingo Yuzawa: Neo Organismo Doras (Voz)
- Naomi Morinaga: Reiko:
- Kenji Ōba: Kuroda
- Masaru Yamashita: Nishimura
- Iori Sakakibara: Miyazak

- Datos: Q970543